# Commissaire du Roi (Pays-Bas)

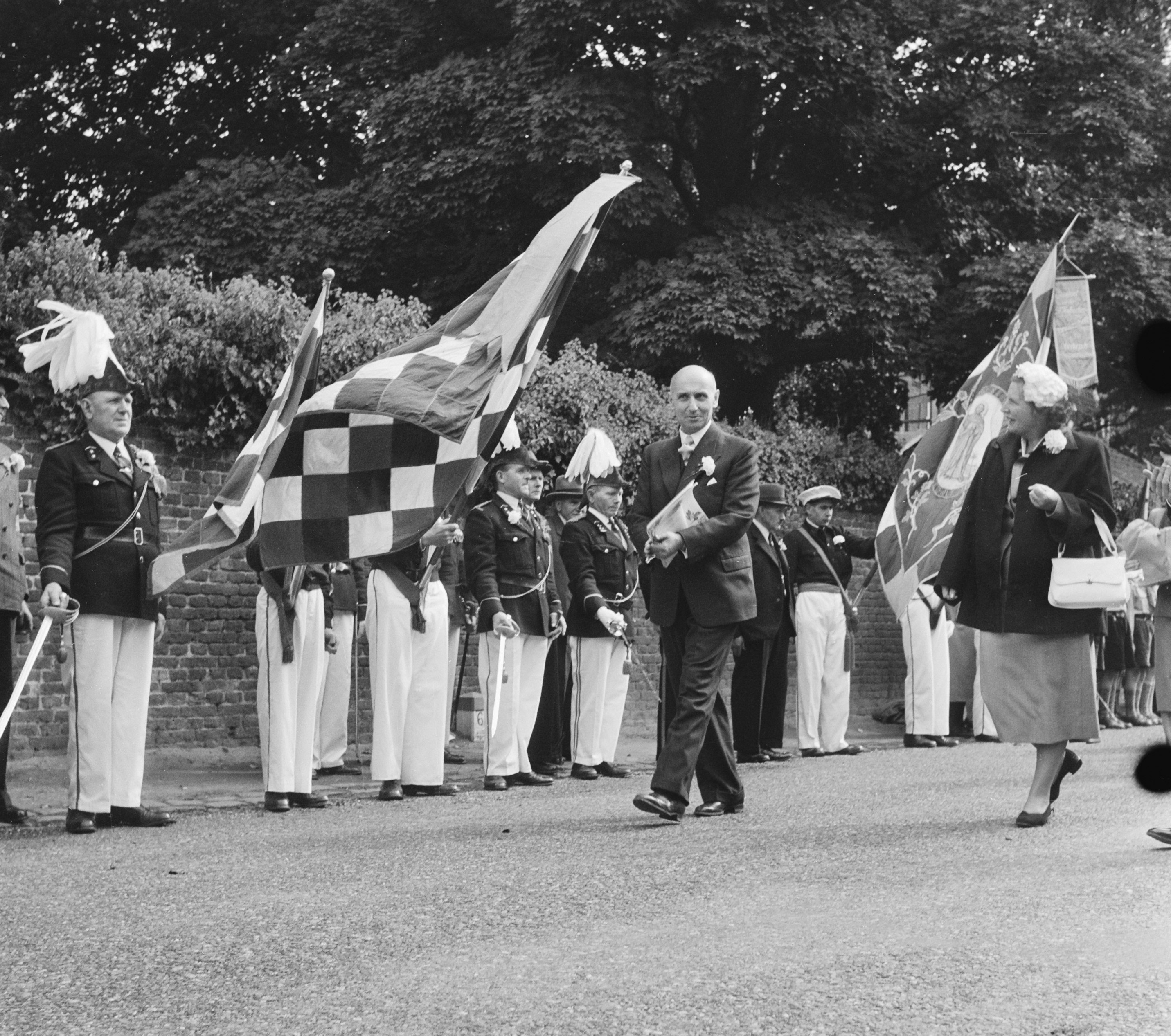
La reine Juliana accueillie à Gennep, au Limbourg, par son commissaire dans la province, Frans Houben, en 1952.

Le commissaire du Roi (en néerlandais : commissaris van de Koning ou commissaris des Konings) est, aux Pays-Bas, le président d'un État provincial — dans lequel il ne possède pas de voix délibérative — et de sa députation. Dans ces fonctions, il est souvent considéré comme le représentant de sa province, mais il y représente également l'État.
La nomination du commissaire du Roi, proposée par l'État provincial au souverain pour un mandat de six ans, se fait en principe avec l'aval du conseil des ministres sur recommandation du ministre des Affaires intérieures et des Relations au sein du Royaume, par arrêté royal. La procédure de nomination du bourgmestre est identique à la différence que la proposition est faite par le conseil municipal, avec l'aval supplémentaire du commissaire du Roi de la province. Pendant son mandat, seul l'État provincial peut révoquer le commissaire du Roi.
À l'image des bourgmestres, en pratique, les commissaires du Roi restent en fonction jusqu'à leur démission, leur reconduction à la fin de leur mandat étant ordinairement une formalité, car ils se doivent de rester au-dessus des partis, les changements de majorité aux élections provinciales n'affectant de ce fait pas leur renomination.

## Titre
Jusqu'en 1850, le dirigeant d'une province est appelé « gouverneur du Roi » (en néerlandais gouverneur des Konings). Pendant la Seconde Guerre mondiale, les occupants allemands congédient tous les commissaires de Wilhelmine, en les remplaçant par des « commissaires de la province », des collaborateurs adhérant au NSB.
Dans la province du Limbourg, l'appellation de « gouverneur » est conservée dans l'usage habituel, bien que cette désignation de gouverneur soit aujourd'hui légalement réservée au représentant du Royaume fédéré dans chacun des trois États en outre-mer (Aruba, Curaçao et Saint-Martin), qui participe aussi à leur gouvernement local autonome. Jusque dans les années 1980, le nom utilisé en néerlandais pour désigner la charge de « commissaire de la Reine » est commissaris der Koningin. Depuis, le nom commissaris van de Koningin prend le dessus (sans en changer la signification) par régularisation linguistique propre à la langue néerlandaise (en abandonnant de nombreuses déclinaisons germaniques au profit des prépositions).
Avec l'intronisation de Guillaume-Alexandre en 2013, le nom change de commissaire de la Reine en commissaire du Roi (commissaris van de Koning en néerlandais).

## Fonction
En plus de la présidence et de la représentation de la politique de la province, le commissaire du Roi joue également un rôle dans la coordination du maintien de l'ordre public et la coordination des secours lors de catastrophes dépassant les limites d'une commune.
Il est également investi de trouver le bourgmestre de chaque commune de sa province, en collaboration avec le conseil municipal : aux Pays-Bas, lors d'une vacance à la fonction de bourgmestre, le conseil municipal fait le portrait-robot du bourgmestre idéal et le commissaire du Roi effectue des recherches en ce sens. Les candidats proposés au conseil municipal sont départagés par un vote de ce dernier. Le futur bourgmestre est ensuite officiellement nommé par arrêté royal. Il prend dès lors la direction de l'exécutif municipal, dont les membres, appelés échevins outre le bourgmestre, ne siègent pas au conseil municipal, celui-ci contrôlant leur action.

## Liste des commissaires du Roi
| Province                | Population (2021) | Commissaire     | Parti | Parti | Prise de fonction | Durée                      | Fonction précédente                                                                       |
| ----------------------- | ----------------- | --------------- | ----- | ----- | ----------------- | -------------------------- | ----------------------------------------------------------------------------------------- |
| Brabant-Septentrional   | 2 573 853         | Ina Adema       |       | VVD   | 1er octobre 2020  | 4 ans, 5 mois et 13 jours  | Bourgmestre de Lelystad (2016-2020).                                                      |
| Drenthe                 | 494 760           | Jetta Klijnsma  |       | PvdA  | 1er décembre 2017 | 7 ans, 3 mois et 13 jours  | Secrétaire d'État (nl) aux Affaires sociales et à l'Emploi (2012-2017).                   |
| Flevoland               | 428 264           | Leen Verbeek    |       | PvdA  | 1er novembre 2008 | 16 ans, 4 mois et 13 jours | Bourgmestre de Purmerend (2003-2008).                                                     |
| Frise                   | 651 459           | Arno Brok       |       | VVD   | 1er mars 2017     | 8 ans et 13 jours          | Bourgmestre de Dordrecht (2010-2017).                                                     |
| Groningue               | 586 813           | René Paas       |       | CDA   | 18 avril 2016     | 8 ans, 10 mois et 24 jours | Président de l'Association des directeurs de départements sociaux municipaux (2009-2016). |
| Gueldre                 | 2 096 620         | John Berends    |       | CDA   | 6 février 2019    | 6 ans, 1 mois et 8 jours   | Bourgmestre d'Apeldoorn (2012-2019).                                                      |
| Hollande-Méridionale    | 3 726 173         | Jaap Smit       |       | CDA   | 1er janvier 2014  | 11 ans, 2 mois et 13 jours | Président de la Fédération nationale des syndicats chrétiens (2010-2014).                 |
| Hollande-Septentrionale | 2 887 906         | Arthur van Dijk |       | VVD   | 1er janvier 2019  | 6 ans, 2 mois et 13 jours  | Président de Transport et Logistique Pays-Bas (2013-2019).                                |
| Limbourg                | 1 115 895         | Emile Roemer    |       | SP    | 1er décembre 2021 | 3 ans, 3 mois et 13 jours  | Bourgmestre intérimaire d'Alkmaar (2020-2021).                                            |
| Overijssel              | 1 166 478         | Andries Heidema |       | CU    | 11 juillet 2018   | 6 ans, 8 mois et 3 jours   | Bourgmestre de Deventer (2007-2018).                                                      |
| Utrecht                 | 1 361 093         | Hans Oosters    |       | PvdA  | 1er février 2019  | 6 ans, 1 mois et 13 jours  | Surintendant des digues de l'Office des eaux de Schieland et Krimpenerwaard (2005-2019).  |
| Zélande                 | 385 379           | Han Polman      |       | D66   | 1er mars 2013     | 13 ans et 13 jours         | Bourgmestre de Berg-op-Zoom (2005-2013).                                                  |

### Sources
- (nl) Cet article est partiellement ou en totalité issu de l’article de Wikipédia en néerlandais intitulé « Commissaris van de Koningin » (voir la liste des auteurs).

- Cet article est partiellement ou en totalité issu de l'article intitulé « Liste des dirigeants des provinces des Pays-Bas#Commissairers_du_roi » (voir la liste des auteurs). *
- Profil des Pays-Bas, Service d'information à l'étranger du ministère des Affaires étrangères, La Haye, 1991.  (ISBN 90 12 05677 2).